# 東亞銀行澳門分行
東亞銀行有限公司澳門分行（葡萄牙語：Banco da East Asia, Limitada, Sucursal de Macau）於2001年成立，是澳門特別行政區成立後首家外資銀行，母公司是香港東亞銀行。

## 歷史
東亞銀行澳門分行在2001年註冊成立，是澳門特區成立後首家外資銀行；東亞銀行澳門分行在同年於南灣南灣大馬路開設首間支行，正式在澳門開展銀行業務，向客戶提供存款儲蓄服務，及後陸續為企業和個人客戶提供各種銀行和金融服務。
2006年11月，東亞銀行澳門分行在高士德開設支行，擴大在澳門的據點；翌年，為了增強於澳門的市場佔有率，進一步擴展澳門業務，在新口岸新填海區設立澳門區總行。澳門區總行於2008年2月投入運作，成為其中一家於澳門設立總行的外資銀行。2008年3月中，在氹仔基馬拉斯大馬路開設支行，擴展於離島的業務；南灣支行在7至8月期間因進行裝修工程而暫停營業。2021年12月起全澳門分行只剩下新口岸區的總行。

## 外部連結
- 東亞銀行 （页面存档备份，存于）
- 東亞銀行澳門分行 （页面存档备份，存于）